# Nycolle González
Nycolle González Andrade (Ciudad de México, 2 de junio de 1997) es una actriz de doblaje y actriz mexicana. 
Como actriz, es conocida por la serie antológica Lo que callamos las mujeres (c. 2009-2017), mientras que en doblaje ha prestado su voz para diferentes personajes de animes, películas, y series. 

## Biografía y carrera

### 1997-2009: primeros años
Nycolle González Andrade nació el 2 de junio de 1997 en Ciudad de México. Un año después, en 1998, nació su hermano menor, Dali Jr. González. Junto a su hermano, desde su infancia persiguió una carrera artística. En sus inicios dentro del mundo del entretenimiento, se desempeñó como presentadora del programa de televisión Bizbirije, producido por Canal 11.

### 2009-2015: inicios como actriz infantil
Entre 2009 y 2010, emigró a la televisora TV Azteca, donde fue incluida como actriz recurrente en la serie de televisión antológica, Lo que callamos las mujeres.
En 2012, incursionó por primera vez en cine participando con un papel en la película Paraíso, estrenada en 2013. Ese mismo año, fue incorporada al reparto de Gloria, una cinta biográfica sobre la cantante Gloria Trevi, en la que personificó a la intérprete Lucero. Dicha producción fue proyectada por primera vez en 2014, y se lanzó en cines de México en 2015.

### 2017-presente: doblaje y otros proyectos
En 2017, realizó sus últimas participaciones en Lo que callamos las mujeres, antes de terminar su contrato con TV Azteca el mismo año y pasar una breve temporada en Televisa, donde intervino en un episodio de la serie, Érase una vez.
A la par de la actuación, alternó una carrera como actriz de doblaje, en la que ha sobresalido por prestar su voz para personajes como Fionna Campbell de Adventure Time: Fionna and Cake, Aqua de KONOSUBA -God's blessing on this wonderful world!, Haru de Beastars, Elaine de Nanatsu no Taizai, y Enid de Wednesday. Entre 2022 y 2023, lanzó dos sencillos musicales que ella misma produjo, «Veneno», y «Hasta Abajo», en colaboración con Wassa_Bi.
El 2 de marzo de 2024, gracias a su trabajo de voz interpretando a Suzume Iwato en Suzume (2022), fue nominada a un premio Crunchyroll Anime en su 8.ª edición como parte de la categoría a mejor interpretación de voz en Latinoamérica. En junio, se estrenó Inside Out 2, la continuación del filme animado de 2015 del mismo nombre, donde dio voz a Envidia, un nuevo personaje incluido en la franquicia. Dicha producción doblada al español latino fue bien recibida en México, convirtiéndose en una de las películas animadas más taquilleras del país, y en consecuencia, en uno de sus trabajos más importantes en el doblaje. Del 31 de agosto al 22 de septiembre, se unió al reparto de la obra infantil Boyena, presentada en el Teatro Sergio Magaña de Ciudad de México.

## Discografía

### Sencillos
| Año  | Título                       | Discográfica     |
| 2022 | Veneno                       | Nycolle González |
| 2023 | Hasta Abajo (feat. Wassa_Bi) | Nycolle González |

## Filmografía

### Actuación

#### Cine
| Año  | Título  | Papel             | Notas                       |
| ---- | ------- | ----------------- | --------------------------- |
| 2013 | Paraíso | Hermana de Carmen |                             |
| 2014 | Gloria  | Lucerito          | Estrenada en cines, en 2015 |

#### Televisión
| Año          | Título                      | Papel             | Notas                                            |
| ------------ | --------------------------- | ----------------- | ------------------------------------------------ |
| c. 2009-2017 | Lo que callamos las mujeres | Varios personajes |                                                  |
| 2016         | Están entre nosotros        | Diana             | Episodio: «Ángeles»                              |
| 2017         | Érase una vez               | Sandra            | Episodio: «Caperucita roja»                      |
| 2023         | Como dice el dicho          | Hannah            | Episodio: «Bueno es lo bueno, pero no demasiado» |

### Teatro
| Año  | Obra   |
| ---- | ------ |
| 2024 | Boyena |

### Doblaje

#### Cine
| Año de trabajo                                       | Título                                                                                         | Personaje                | Actriz doblada         | Notas                                   |
| ---------------------------------------------------- | ---------------------------------------------------------------------------------------------- | ------------------------ | ---------------------- | --------------------------------------- |
| 1989                                                 | Majo no Takkyūbin                                                                              | Kiki                     | Minami Takayama        | Versión Wild Bunch, redoblaje de 2021   |
| 2007                                                 | TMNT                                                                                           | April O'Neil             | Sarah Michelle Gellar  | Película animada (versión de Lionsgate) |
| 2010                                                 | True Grit                                                                                      | Mattie Ross              | Hailee Steinfeld       |                                         |
| 2010                                                 | Boathouse Detectives                                                                           | Tiffany Lefevre          | McKenzie Richards      |                                         |
| 2011                                                 | Judy Moody and the Not Bummer Summer                                                           | Judy Moody               | Jordana Beatty         |                                         |
| 2011                                                 | Mandie and the Forgotten Christmas                                                             | Celia Hamilton           | Glennellen Anderson    |                                         |
| 2011                                                 | Dolphin Tale                                                                                   | Hazel Haskett            | Cozi Zuehlsdorff       |                                         |
| 2012                                                 | Safe                                                                                           | Mei Chan                 | Catherine Chan         | 3ª versión                              |
| 2012                                                 | This Is 40                                                                                     | Sadie                    | Maude Apatow           |                                         |
| 2012                                                 | Parental guidance                                                                              | Harper Simmons           | Bailee Madison         |                                         |
| 2012                                                 | Die Vampirschwestern                                                                           | Silvania Tepes           | Marta Martin           |                                         |
| 2013                                                 | Hansel & Gretel: Witch Hunters                                                                 | Gretel de niña           | Alea Sophia Boudodimos |                                         |
| 2014                                                 | My Summer in Provence                                                                          | Léa                      | Chloé Jouannet         |                                         |
| Paddington                                           | Judy Brown                                                                                     | Madeleine Harris         |                        |                                         |
| An American Girl: Isabelle Dances Into the Spotlight | Isabelle Palmer                                                                                | Erin Pitt                |                        |                                         |
| Die Vampirschwestern 2                               | Silvania Tepes                                                                                 | Marta Martin             |                        |                                         |
| Dolphin Tale 2                                       | Hazel Haskett                                                                                  | Cozi Zuehlsdorff         |                        |                                         |
| 2015                                                 | Aloha                                                                                          | Grace Woodside           | Danielle Rose Russell  |                                         |
| 2015                                                 | Insidious: Chapter 3                                                                           | Quinn Brenner            | Stefanie Scott         |                                         |
| 2015                                                 | Carrossel: O Filme                                                                             | Maria Joaquina           | Larissa Manoela        |                                         |
| 2015                                                 | My First Miracle                                                                               | Angelica                 | Katya Martín           |                                         |
| 2016                                                 | Die Vampirschwestern 3 - Reise nach Transsilvanien                                             | Silvania Tepes           | Marta Martin           |                                         |
| 2016                                                 | The Conjuring 2                                                                                | Judy Warren              | Sterling Jerins        |                                         |
| 2016                                                 | R.L. Stine's Mostly Ghostly: One Night in Doom House (Mostly Ghostly: One Night in Doom House) | Cammie Cahill            | Sophie Reynolds        |                                         |
| 2016                                                 | The Shallows                                                                                   | Chloe Adams              | Sedona Legge           |                                         |
| 2016                                                 | The Nice Guys                                                                                  | Jessica                  | Daisy Tahan            |                                         |
| 2016                                                 | Carrossel 2: O Sumiço de Maria Joaquina                                                        | Maria Joaquina           | Larissa Manoela        |                                         |
| 2016                                                 | The 5th Wave                                                                                   | Ringer                   | Maika Monroe           |                                         |
| 2017                                                 | The Hollow Child                                                                               | Samantha                 | Jessica McLeod         |                                         |
| 2017                                                 | Molly's Game                                                                                   | Stella                   | Whitney Peak           |                                         |
| 2017                                                 | Spider-Man: Homecoming                                                                         | Cindy                    | Tiffany Espensen       |                                         |
| 2017                                                 | It                                                                                             | Beverly Marsh            | Sophia Lillis          |                                         |
| 2017                                                 | Jumanji: Welcome to the Jungle                                                                 | Bethany Walker           | Madison Iseman         |                                         |
| 2018                                                 | Slender Man                                                                                    | Wren                     | Joey King              |                                         |
| 2018                                                 | The Kissing Booth                                                                              | Rochelle «Elle» Evans    | Joey King              |                                         |
| 2019                                                 | Kim Possible                                                                                   | Athena                   | Ciara Wilson           |                                         |
| 2019                                                 | KonoSuba!: Legend of Crimson                                                                   | Aqua                     | Sora Amamiya           | Elenco principal                        |
| 2019                                                 | Annabelle Comes Home                                                                           | Mary Ellen               | Madison Iseman         |                                         |
| 2019                                                 | It: Chapter Two                                                                                | Beverly Marsh            | Sophia Lillis          |                                         |
| 2019                                                 | Jumanji: The Next Level                                                                        | Bethany Walker           | Madison Iseman         |                                         |
| 2019                                                 | Little Women                                                                                   | Elizabeth «Beth» March   | Eliza Scanlen          |                                         |
| 2019                                                 | Mary                                                                                           | Lindsey                  | Stefanie Scott         |                                         |
| 2019                                                 | Saga of Tanya the Evil: The Movie                                                              | Mary Sue                 | Haruka Tomatsu         |                                         |
| 2020                                                 | Never Rarely Sometimes Always                                                                  | Skylar                   | Talia Ryder            |                                         |
| 2020                                                 | Violet Evergarden: The Movie                                                                   | Violet Evergarden        | Yui Ishikawa           | [ 18 ]                                  |
| 2020                                                 | The Kissing Booth 2                                                                            | Rochelle «Elle» Evans    | Joey King              |                                         |
| 2021                                                 | The Kissing Booth 3                                                                            | Rochelle «Elle» Evans    | Joey King              |                                         |
| 2021                                                 | Fear Street Part Two: 1978                                                                     | Christine «Ziggy» Berman | Sadie Sink             |                                         |
| 2021                                                 | Fear Street Part Three: 1666                                                                   | Christine «Ziggy» Berman | Sadie Sink             |                                         |
| 2022                                                 | Crush                                                                                          | Paige Evans              | Rowan Blanchard        | Película de Hulu                        |
| 2022                                                 | Bullet Train                                                                                   | La príncipe              | Joey King              |                                         |
| 2022                                                 | Per lanciarsi dalle stelle                                                                     | Sole Santoro             | Federica Torchetti     | Película de Netflix                     |
| 2022                                                 | Suzume                                                                                         | Suzume Iwato             | Nanoka Hara            | Película de anime                       |
| 2023                                                 | Crater                                                                                         | Addison                  | Mckenna Grace          |                                         |
| 2023                                                 | The Boogeyman                                                                                  | Anne                     | Rio Sarah Machado      |                                         |
| 2024                                                 | Suncoast                                                                                       | Doris                    | Nico Parker            | Película de Hulu                        |
| 2024                                                 | From the Ashes                                                                                 | Mona                     | Desconocida            | Película de Netflix                     |
| 2024                                                 | Imaginary                                                                                      | Taylor                   | Taegen Burns           |                                         |
| 2024                                                 | Inside Out 2                                                                                   | Envidia                  | Ayo Edebiri            | Película de Disney Pixar                |

#### Televisión
| Año de trabajo | Título                                             | Personaje                                       | Actriz doblada | Notas                                           |
| -------------- | -------------------------------------------------- | ----------------------------------------------- | --- | ----------------------------------------------- |
| 1999           | One Piece                                          | Marianne                                        | Akiko Nakagawa | Redoblaje de Netflix en 2020                    |
| 2004-presente  | Peppa Pig                                          | Chloe                                           | Eloise May (temps. 1-2) Abigail Daniels (temp. 3) Zara Siddiqi (temp. 4) Charlotte Potterson (temporada 6-presente) | Redoblaje de Discovery Kids en 2013             |
| 2006-2010      | Katekyō Hitman Reborn!                             | Kyoko Sasagawa                                  | Yūna Inamura | Elenco principal                                |
| 2009-2010      | Fullmetal Alchemist: Brotherhood                   | May Chang                                       | Mai Gotō | Redoblaje de Funimation en 2021                 |
| 2010-2019      | Fairy Tail                                         | Wendy Marvell                                   | Satomi Satō | Elenco principal                                |
| 2010           | Kuragehime                                         | Banba                                           | Motoko Kumai | Redoblaje de Anime Onegai en 2024               |
| 2011           | Morde & Assopra                                    | Antônia de Souza Martins Medeiros (Tonica)      | Klara Castanho | Elenco principal                                |
| 2011-2018      | Adventure Time                                     | Fionna Campbell                                 | Madeleine Martin | Invitada                                        |
| 2011           | Cross Fire B-Daman                                 | Natsumi Inaba                                   | Megumi Takamoto | Elenco principal                                |
| 2011           | Bleach                                             | Riruka Dokugamine                               | Megumi Toyoguchi | Elenco principal                                |
| 2012           | Avenida Brasil                                     | Ágatha Araújo Moreira / Ágatha Oliveira Moreira | Ana Karolina Lannes                                                                                                 | 126 episodios                                   |
| 2012           | Tari Tari                                          | Konatsu Miyamoto                                | Asami Setō | Elenco principal                                |
| 2012-2019      | My Little Pony: Friendship is Magic                | Babs Seed                                       | Brynna Drummond | Recurrente                                      |
| 2013           | Amor à Vida                                        | Paulina Khoury Araújo (Paulinha)                | Klara Castanho | Elenco principal                                |
| 2015-2016      | Além do Tempo                                      | Alice Del Cosso Ventura                         | Klara Castanho |                                                 |
| 2013-2015      | The Haunted Hathaways                              | Lilly                                           | Kayla Maisonet | Recurrentes                                     |
| 2013-2015      | The Haunted Hathaways                              | Mirabelle                                       | Chandler Kinney | Recurrentes                                     |
| 2013           | Jinxed                                             | Ivy                                             | Elena Kampouris | Telefilme                                       |
| 2014-2016      | World Trigger                                      | Chika Atamori                                   | Nao Tamura | Elenco principal                                |
| 2014-2016      | Poketto Monsutā XY                                 | Elle                                            | Marina Inoue | (Temporadas 18-19)                              |
| 2014-2015      | Nanatsu no Taizai                                  | Elaine                                          | Kotori Koiwai | Anime (en español, los siete pecados capitales) |
| 2014-2017      | Girl Meets World                                   | Riley Matthews                                  | Rowan Blanchard | Elenco principal                                |
| 2015           | Best Friends Whenever                              | Riley Matthews                                  | Rowan Blanchard | Episodio: «Cyd and Shelby's Haunted Escape»     |
| 2015           | Radio Disney Music Awards 2015                     | Ella misma                                      | Rowan Blanchard | Especial para Televisión                        |
| 2015           | Invisible Sister                                   | Cleo Eatsman                                    | Rowan Blanchard | Telefilme                                       |
| 2014-2015      | Nicky, Ricky, Dicky & Dawn                         | Josie                                           | Gabrielle Elyse | Recurrente                                      |
| 2015-2016      | Los creadores                                      | Natalia «Nati»                                  | Ella misma | Elenco principal                                |
| 2015           | Ever After High                                    | Darling Charming                                | Marieve Herrington                                                                                                  | Episodios Especiales                            |
| 2015           | Scream Queens                                      | Coco Jones                                      | Anna Margaret | Recurrente                                      |
| 2015           | Jitsu wa Watashi wa                                | Nagisa Aizawa                                   | Inori Minase | Elenco principal                                |
| 2015           | Care Bears & Cousins                               | Wonderheart Bear                                | Michaela Dean | Elenco principal                                |
| 2016-presente  | Kono Subarashii Sekai ni Shukufuku wo!             | Aqua                                            | Sora Amamiya | Elenco principal                                |
| 2016-2018      | School of Rock                                     | Summer Hathaways                                | Jade Pettyjohn | Elenco principal                                |
| 2016           | Êta Mundo Bom!                                     | Benedicta Dos Santos (Dita)                     | Jennifer Nascimiento                                                                                                |                                                 |
| 2017-2018      | Pega Pega                                          | Tânia Alencar                                   | Jennifer Nascimiento                                                                                                |                                                 |
| 2019           | Verão 90                                           | Cristina Moura (Kika) / Cantora Mascarada       | Jennifer Nascimiento                                                                                                |                                                 |
| 2016           | The Other Kingdom                                  | Hailey Grimm                                    | Josette Halpert | Elenco principal                                |
| 2016           | Mob Psycho 100                                     | Ichi Mezato                                     | Ayumi Fujimura (temps. 1-2) Yū Shimamura (temp. 3)                                                                  | Personaje secundario                            |
| 2016           | Milo Murphy's Law                                  | Amanda Lopez                                    | Chrissie Fit | Serie animada                                   |
| 2016-2017      | Mech-4                                             | Cassie Park                                     | Alyssa Lynch | Recurrente                                      |
| 2017-2020      | The Worst Witch                                    | Mildred Hubble                                  | Bella Ramsey (temps. 1-3) Lydia Page (temp. 4)                                                                      | Elenco principal                                |
| 2017           | Rufus 2                                            | Kat                                             | Jade Pettyjohn | Telefilme                                       |
| 2017           | Nickelodeon's Not So Valentine's Special           | Ella misma/ Chica de la malteada                | Jade Pettyjohn | Especial de Televisión                          |
| 2017           | Nickelodeon's Sizzling Summer Camp Special         | Ella misma                                      | Jade Pettyjohn | Especial de Televisión                          |
| 2017-presente  | Boruto: Naruto Next Generations                    | Himawari Uzumaki                                | Saori Hayami | Personajes secundarios                          |
| 2017-2019      | Juacas                                             | Mel                                             | Gabriella Saiavah                                                                                                   | Elenco principal                                |
| 2017           | Classroom of the Elite                             | Kikyō Kushida                                   | Yurika Kubo | Elenco principal                                |
| 2017           | Jojo Siwa: My World                                | Jasmine Rafael                                  | Jasmine Rafael | Especial para Televisión                        |
| 2017           | Jojo Siwa: My World                                | Jojo Siwa, de 12 años                           | Desconocida | Especial para Televisión                        |
| 2018           | A.I.C.O: Keshin                                    | Yuzuha Isazu                                    | Sayaka Harada | Recurrente                                      |
| 2018           | Joshiochi! 2-kai kara Onna no Ko ga... Kudattekita | Yuki Shimizu                                    | Sarah Ayumi | Personaje secundario                            |
| 2018           | Captain Tsubasa                                    | Yayoi Aoba                                      | Yūki Kuwahara | Recurrente                                      |
| 2018-2019      | Robozuna                                           | Livia                                           | Brianna Price | Elenco principal                                |
| 2018           | The Gifted                                         | Rebeca/Twist                                    | Anjelica Bette Fellini                                                                                              | Recurrente                                      |
| 2019-presente  | Tate no Yuusha no Nariagari                        | Fitoria                                         | Sakura Tange | Personaje secundario                            |
| 2019           | The Act                                            | Gypsy Rose Blanchard                            | Joey King | Elenco principal                                |
| 2019           | No Good Nick                                       | Molly                                           | Lauren Lindsey Donzis                                                                                               | Elenco principal                                |
| 2019           | Azur Lane                                          | Akashi                                          | Sumire Uesaka | Personaje secundario                            |
| 2019           | Levius                                             | A.J. Langdon                                    | Saori Hayami | Serie de Netflix                                |
| 2019-2020      | DC Super Hero Girls: Super Shorts                  | Zatanna «Zee» Zatara / Zatanna                  | Kari Wahlgren | Cortometrajes animados                          |
| 2019-2021      | Fruits Basket                                      | Tohru Honda                                     | Manaka Iwami | Elenco principal                                |
| 2019-2020      | The Politician                                     | Infinity Jackson                                | Zoey Deutch | Elenco principal                                |
| 2019-2021      | Beastars                                           | Haru                                            | Sayaka Senbongi | Elenco principal                                |
| 2019-2021      | Turma da Mônica Jovem                              | Magali Lima                                     | Bianca Alencar | Elenco principal                                |
| 2020           | Henry Danger                                       | Chapa De Silva                                  | Havan Flores | Recurrente                                      |
| 2020           | The Circle: Brasil                                 | Ana Carla Medeiros                              | Ana Carla Medeiros                                                                                                  | Concursante                                     |
| 2020           | Little Fires Everywhere                            | Lexie Richardson                                | Jade Pettyjohn | Elenco principal                                |
| 2020-2024      | Danger Force                                       | Chapa De Silva                                  | Havan Flores |                                                 |
| 2020           | Group Chat                                         | Ella misma                                      | Joey King | Episodio: «Would You Rather Kiss»               |
| 2020-2022      | Love, Victor                                       | Lake Meriwether                                 | Bebe Wood | Personaje secundario                            |
| 2020-2023      | The Hardy Boys                                     | Callie Shaw                                     | Keana Bastidas | Elenco principal                                |
| 2021           | Barbie Malibu helpers Club                         | Barbie                                          | America Young | Cortometrajes animados                          |
| 2021           | Blue Reflection Ray                                | Uta Komagawa                                    | Rui Tanabe | Personaje secundario                            |
| 2021           | Star Wars: Visions                                 | F                                               | Asami Setō | Serie de Disney+                                |
| 2021           | Kobayashi-san Chi no Maid Dragon S                 | Riko Saiwaka (2ª voz)                           | Emiri Katō | Personaje secundario                            |
| 2021           | The Circle                                         | Sophia Layne                                    | Sophia Layne | Concursante                                     |
| 2021-2022      | Fate: The Winx Saga                                | Aisha                                           | Precious Mustapha                                                                                                   | Elenco principal                                |
| 2021-2024      | Shinigami Bocchan to Kuro Maid                     | Alice Lendrott                                  | Ayumi Mano |                                                 |
| 2021-presente  | Invisible                                          | Samantha Eve Wilkins / Eve Atom                 | Gillian Jacobs | Redoblaje                                       |
| 2021-presente  | AlRawabi School for Girls                          | Rania                                           | Joanna Arida | Elenco principal                                |
| 2021-presente  | Ba Da Bean                                         | Kami                                            | Amber May | Serie animada                                   |
| 2022           | Die Kaiserin                                       | Isabel de Baviera (Sissí)                       | Devrim Lingnau | Miniserie de Netflix                            |
| 2022-presente  | Moon Girl and Devil Dinosaur                       | Lunella Lafayette / Moon Girl                   | Diamond White | Elenco principal                                |
| 2022-presente  | Barbie: It Takes Two                               | Barbie                                          | America Young | Serie animada                                   |
| 2022-presente  | Tudo Igual… SQN!                                   | Carol                                           | Gabriella Saraivah                                                                                                  | Serie de Disney+                                |
| 2022-presente  | Stranger Things                                    | Vickie                                          | Amybeth McNulty | Recurrentes                                     |
| 2022-presente  | Wednesday                                          | Enid Sinclair                                   | Emma Myers | Elenco principal                                |
| 2023           | Kono Subarashii Sekai ni Bakuen wo!                | Aqua                                            | Sora Amaiya | Recurrente                                      |
| 2023           | Invisible: Atom Eve                                | Samantha Eve Wilkins / Eve Atom                 | Gillian Jacobs | Episodio especial                               |
| 2023           | Sōsō no Furīren                                    | Linie                                           | Manaka Iwami | Recurrente                                      |
| 2023-presente  | I Woke Up a Vampire                                | Leanna Timmons                                  | Ana Araújo | Elenco principal                                |
| 2023-presente  | Barbie: A Touch of Magic                           | Barbie                                          | America Young | Serie animada                                   |
| 2023-presente  | Heartstopper                                       | Sahar Zahid                                     | Leila Khan | Recurrente                                      |
| 2023-presente  | Adventure Time: Fionna and Cake                    | Fionna Campbell                                 | Madeleine Martin | Elenco principal                                |
| 2023-2024      | Seuwiteuhom                                        | Yun Ja-Yeong                                    | Kim Ji-An | Recurrente                                      |
| 2023-presente  | Yu Yu Hakusho                                      | Botan                                           | Kotone Furuwaka | Serie de Netflix                                |
| 2023-2024      | Andeddo Anrakku                                    | Fūko Izumo                                      | Moe Kahara | Elenco principal                                |
| 2024           | Mahō Shōjo ni Akogarete                            | Magia Magenta                                   | Kaori Maeda | Personaje secundario                            |
| 2024           | Grimm Kumikyoku                                    | Mira                                            | Rina Hon'izumi | Episodio: «Hansel y Gretel»                     |
| 2024           | Koudo Giasu: Dakkan no Roze                        | Sakuya Sumeragi                                 | Reina Ueda | Anime de Disney+ y Star                         |
| 2024           | A Good Girl's Guide to Murder                      | Pippa «Pip» Fitz-Amobi                          | Emma Myers | Protagonista                                    |
| 2024           | 2.5 Jigen no Yūwaku                                | Lilysa Amano / Amano Ririsa                     | Kaori Maeda | Coprotagonista                                  |
| 2024-presente  | The Spiderwick Chronicles                          | Mallory Grace                                   | Mychala Lee | Coprotagonista                                  |
| 2024-presente  | Yozakura-san Chi no Daisakusen                     | Mutsumi Yozakura                                | Kaede Hondo | Coprotagonista                                  |
| 2024-presente  | Murai no Koi                                       | Yūki Nishifuji                                  | Saori Gotō | Personaje secundario                            |

#### Videojuegos
| Año de trabajo | Título                                            | Personaje           | Actriz doblada                 |
| -------------- | ------------------------------------------------- | ------------------- | ------------------------------ |
| 2015           | Lego Jurassic World                               | Alexis «Lex» Murphy | Ariana Richards                |
| 2016           | Naruto Shippuden: Ultimate Ninja Storm 4          | Hanabi Hyūga        | Kiyomi Asai                    |
| 2019           | Champions Legion: 5v5 MOBA                        | Salome              | Desconocida                    |
| 2020           | League of Legends                                 | Lillia              | Holly Earl                     |
| 2020           | Spider-Man: Miles Morales                         | Danika Hart         | Ashly Burch                    |
| 2021           | WarioWare: Get It Together!                       | Lulú                | Mako Mutō                      |
| 2023           | WarioWare: Move It!                               | Lulú                | Mako Mutō                      |
| 2022           | God of War: Ragnarök                              | Angrboda            | Laya DeLeon Hayes              |
| 2023           | Naruto x Boruto: Ultimate Ninja Storm Connections | Himawari Uzumaki    | Saori Hayami                   |
| 2023           | Naruto x Boruto: Ultimate Ninja Storm Connections | Pain                | Shijo Hisamija (Camino animal) |

## Nominaciones
| Año  | Premio            | Categoría                                    | Trabajo nominado | Resultado | Ref.   |
| ---- | ----------------- | -------------------------------------------- | ---------------- | --------- | ------ |
| 2024 | Crunchyroll Anime | Mejor interpretación de voz en Latinoamérica | Suzume           | Nominada  | [ 10 ] |